# Careproctus rastrinus
Careproctus rastrinus és una espècie de peix pertanyent a la família dels lipàrids.

## Descripció
- Fa 51 cm de llargària màxima.
- Nombre de vèrtebres: 62-67.
- És de color uniformement rosa.[3][4]

## Hàbitat
És un peix marí i batidemersal que viu entre 55 i 913 m de fondària.

## Distribució geogràfica
Es troba al mar d'Okhotsk, el mar del Japó, l'estret de Tartària, la costa pacífica de Hokkaido i el nord de Honshu (el Japó) i l'oest del mar de Bering.

## Observacions
És inofensiu per als humans.